# موسیقی (فیلم ۲۰۱۵)
موسیقی (به انگلیسی: Music) فیلمی هندی محصول سال ۲۰۱۵ و به کارگردانی رادها کریشان کومار است. در این فیلم بازیگرانی همچون اس. جی سوریان، ساتیاراج، سولاگنا پانیگراهی، تامبی رامایاش، ای‌آر موروگادوس و میرا چوپرا ایفای نقش کرده‌اند.